# Dwórzno (Górowo Iławeckie)
Dwórzno est un village polonais de la voïvodie de Varmie-Mazurie, dans le powiat de Bartoszyce.

## Histoire
Le 6 février 1807, Dwórzno, alors nommé Hoff, fut le lieu de la bataille de Hoff, deux jours avant la bataille d'Eylau, durant laquelle le colonel du 6e régiment de dragons Jacques Le Baron est tué.